# Rudolf Böcking
Rudolf Böcking (* 18. April 1843 in Asbach (Hunsrück); † 15. Januar 1918 in Brebach; vollständiger Name: Carl Eduard Rudolph Böcking) war ein deutscher Unternehmer in der Eisenindustrie.

## Leben
Rudolf Böcking entstammte einer bedeutenden Unternehmerfamilie Südwestdeutschlands. Seine Urgroßväter waren der Großhändler und Bankier Adolf Böcking (1754–1800) und der Eisenwerk-Unternehmer Friedrich Philipp Stumm (1751–1835). Sein Großvater war der Bergrat und Saarbrücker Bürgermeister Heinrich Böcking. Sein Vater Rudolf Heinrich Böcking (1810–1871) war Leiter der Firma Gebrüder Böcking, zu der die Asbacherhütte, die Gräfenbacherhütte und die Abentheuerer Hütte gehörten, seine Mutter war dessen Ehefrau Luise Hildebrand (1817–1901), eine Tochter des Superintendenten Hildebrand in Saarbrücken. Sein Vetter war der Unternehmer Eduard Sigismund Böcking.
Nach dem Besuch der Hüttenschule auf der Asbacherhütte studierte Böcking von 1859 bis 1862 am Polytechnikum Karlsruhe. 1862 bereiste er die Eisenwerke in Westengland. 1863 ging er als Volontär zu John Cockerill in Seraing, dort konstruierte er eine Koksausdrücksmaschine. Anschließend führte seine Studien an der Hüttenakademie Leoben fort.
1866 trat Böcking in die Leitung der Asbacherhütte ein. Mit der Verlegung zur Halbergerhütte wurde er 1875 deren alleiniger Leiter. Unter Böcking entwickelte sich die Hütte zu einem führenden Anbieter gusseiserner Rohre. Seine Verfahrensinnovationen waren das Vergießen gleichwandiger Rohre direkt aus dem Hochofen, eine Röhrenstampfmaschine für große Rohrdurchmesser sowie ein Drehtischsystem.
Als Erster führte er auf der Halbergerhütte die Gewinnung und Verwertung der Nebenprodukte des Kokerei- und Hochofenprozesses ein. Hierzu gehörten die Gewinnung von Ammoniak und Teer sowie die Entstaubung des Gichtgases und Verwendung als Heizgas.

### Familie
Er heiratete 1873 in Köln Anna von Ammon (1849–1945), eine Tochter des Juristen und Parlamentariers Friedrich Ferdinand von Ammon. Das Paar hatte drei Söhne und zwei Töchter:
- Klara Luise (* 1874)
- Rudolf (1876–1918)
- Ferdinand (1879–1965)
- Alexander Friedrich (1882–1929)
- Irene (* 1890)

## Auszeichnungen
- Ernennung zum (königlich preußischen) Kommerzienrat, später zum Geheimen Kommerzienrat